# Godomey

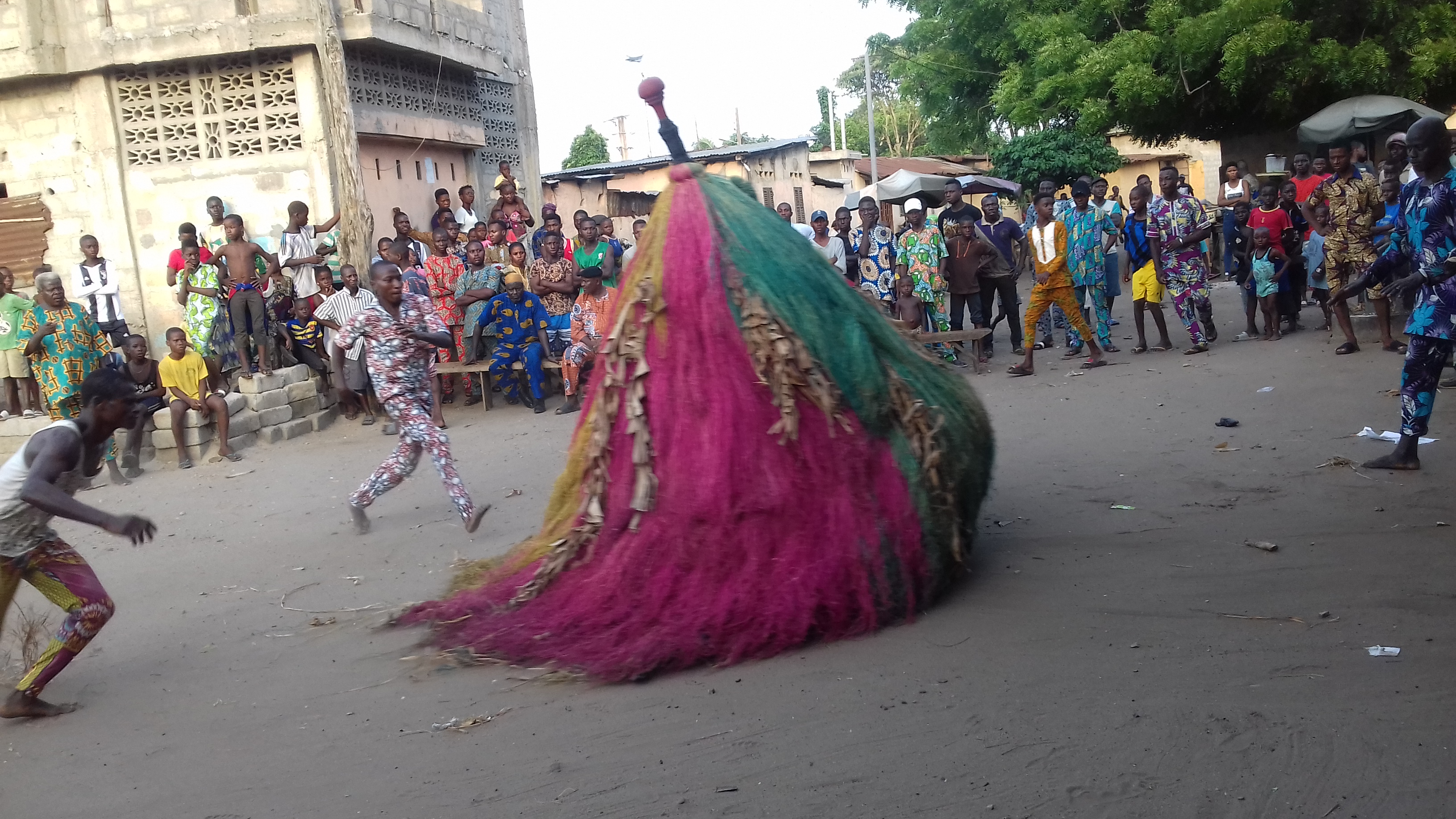
Zangbeto nelle strade di Godomey

Godomey è un arrondissement del Benin situato nella città di Abomey-Calavi (dipartimento dell'Atlantico) con 187 836 abitanti (dato 2006).